# Regina Strinasacchi

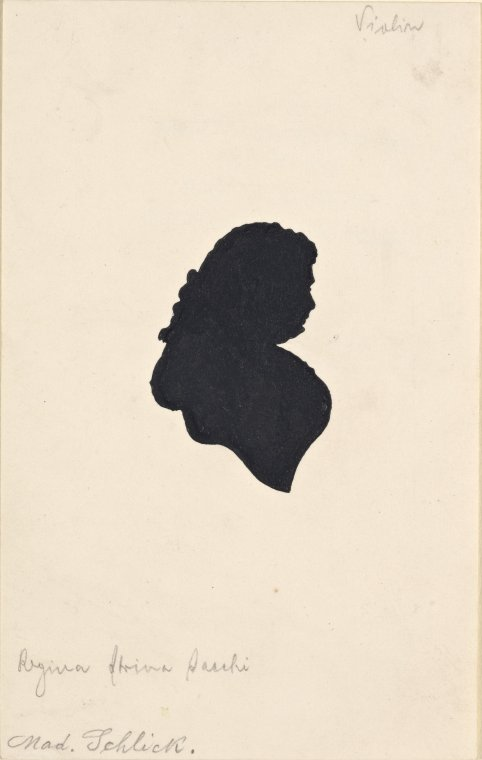
Retrato de Regina Strinasacchi

'Regina Strinasacchi, por matrimonio Regina Strinasacchi (¿1761?-1839), fue una violinista italiana que en su tiempo alcanzó celebridad en toda Europa, pero que hoy es conocida únicamente por haber sido la solista para la que Mozart compuso su sonata para violín y piano n.º 32, en si bemol mayor, KV. 454, denominada por ello "Sonata Strinasacchi".

## Biografía
La mayoría de las fuentes dan como fecha de nacimiento de Regina Strinasacchi el año 1764 y algunas el de 1762, pero los estudios más meticulosos señalan como fecha real el 28 de febrero de 1761 y atribuyen la confusión al respecto a la práctica, extendida en el siglo XVIII, de presentar a los "niños prodigio", pues Regina lo fue, como más jóvenes de lo que en realidad eran.
Strinasacchi nació en la localidad de Ostiglia, próxima a Mantua, y se formó musicalmente en el famoso conservatorio del Ospedale della Pietà de Venecia, en el que años antes había enseñado Antonio Vivaldi, completando sus estudios en París. A continuación, se presentó como niña prodigio en recitales, siendo su primera aparición pública documentada un concierto en Frankfurt en el año 1777. Entre 1780 y 1783 se embarcó en largas y exitosas giras por Francia, Alemania e Italia. En 1784 se estableció en Viena, donde conoció a Mozart. En una carta a su padre fechada el 24 de abril de 1784, Wolfgang escribió:

Tenemos ahora aquí a la famosa Strinasacchi de Mantua, una violinista muy buena. Toca con mucho gusto y sentimiento. Ahora mismo estoy componiendo una sonata que vamos a tocar juntos el jueves en un concierto en el teatro de la Academia.

El concierto al que se refería Mozart tuvo lugar el 29 de abril de 1784 en el Kärntnertorteather de Viena, en presencia del emperador José II y pasó a la historia por la anécdota de que Mozart, por falta de tiempo para transcribir la parte del piano, la tocó de memoria, empleando una especie de estenografía en el autógrafo. La ejecución de Strinasacchi, pese al mínimo tiempo que dispuso para preparar la obra, sin poder ensayar con Mozart, fue muy bien valorada por crítica y público, destacándose su actuación en el exquisito andante central, que concentra la energía expresiva de la sonata.
Regina Strinasacchi contrajo matrimonio el 10 de octubre de 1785 con Johann Conrad Schlick, chelista y director de la orquesta ducal de Gotha. No por ello interrumpió sus giras y Leopold Mozart pudo escucharla en Salzburgo en diciembre de ese mismo año. En una carta a su hija, Leopoldo se mostraba entusiasta sobre las dotes de la violinista:

Es una lástima que no pudieras escuchar a esta mujer [...] No toca una nota sin sentimiento, así que tocó toda la sinfonía con gran expresión, y el adagio nadie podría tocarlo con más sentimiento y serenidad. Pone todo su corazón y toda su alma en la melodía; de modo que su sonido es tan bello como poderoso. En realidad creo que ningún hombre podría tocar con más expresión que una muchacha con ese talento.

Strinasacchi fue Hochmusikerin (música principal) en Gotha a partir de 1786. El matrimonio Schlick se contaba entre los solistas más destacados de la orquesta, en la que Regina tocaba no solamente el violín, sino también la guitarra, y es posible que en alguna ocasión actuara también como directora. A partir de 1795 y hasta 1810 los Schlick formaron un trío, con su hija Carolina (nacida en 1786 y que luego sería actriz) al piano. Tuvieron también un hijo varón, Johann Friedrich Wilhelm, que nació en 1801 y fue chelista y, sobre todo, luthier de renombre.
Tras la muerte de su marido en 1818, Regina se trasladó con su hijo a Dresde, donde vivió hasta su muerte el 11 de junio de 1839. No existe constancia de ningún concierto público suyo posterior a 1810, aunque en una carta fechada en agosto de 1824 afirma que continúa "haciendo música", sin que pueda saberse si se refería a una práctica puramente privada. En 1822 había vendido su violín Stradivarius de 1718 a Louis Spohr, que se había hecho cargo de la orquesta de Gotha. Tras muchas otras transmisiones, ese instrumento lo toca hoy la violinista israelí de origen rumano Miriam Fried.
Aunque existen varias menciones a que Regina Strinasacchi interpretaba en sus conciertos composiciones propias, ninguna de ellas se ha conservado o ha sido encontrada hasta ahora, quizá porque estaban concebidas con el único destino de ser usadas como piezas de virtuosismo en los recitales de su autora. Tras su muerte Strinasacchi cayó rápidamente en el olvido y solo su relación con Mozart ha mantenido vivo su recuerdo.